# La Vall d'Ariet
La Vall d'Ariet es una entidad de población española, hoy día deshabitada, del municipio de Artesa de Segre, perteneciente a la provincia de Lérida, en la comunidad autónoma de Cataluña.

## Toponimia
El lugar puede encontrarse referido como La Vall d'Ariet, Valldariet, Vall de Iriet y Valdariet.

## Historia
Hacia mediados del siglo XIX, el lugar, por entonces perteneciente al municipio de Baldomá, tenía contabilizada una población de 20 habitantes. Aparece descrito en el decimoquinto volumen del Diccionario geográfico-estadístico-histórico de España y sus posesiones de Ultramar de Pascual Madoz con las siguientes palabras:

VALLDARIET, VALL DE IRIET ó VALDARIET: l. que forma parte del distrito municipal de Baldomá, en la prov. de Lérida (7 1/2 leg.), part. jud. de Balaguer (4), aud. terr. y c. g. de Barcelona (24), priorato de Meyá (2/3): está sit. en un vallado combatido por los vientos de tramontana (N), y marinada (E), en clima templado, donde se padecen catarros, calenturas, tercianas y afecciones gástrico-biliosas. Tiene 10 casas, sin que exista igl., y si solo una ermita en el térm. (San Bartolomé), dependiendo el pueblo en lo espiritual de Sta. Maria de Meyá. Confina el térm. por N. con Sta. Maria de Meyá (1/2 leg.); E. Villanueva de Meyá (1); S. Garsola y Clua (1), y O. Alos (1 1/2): hay dentro de él algunas fuentes potables de buena calidad, y 2 montes denominados, el uno de la Valle de Iriet al E., en cuya cima se ven las ruinas de unas torres ant. que llaman el Castillo de Iriet, y el otro de Alos á O., poblados ambos de arbustos y matorrales. El terreno es montuoso, tenaz y árido, le cruzan algunos caminos de herradura que van á los pueblos limítrofes: la correspondencia se recibe de la carteria de Villanueva de Meyá. prod.: centeno, trigo, cebada, patatas, vino y aceite; cria ganado vacuno, cabrio y de cerda, y caza de conejos, perdices y liebres. pobl.: 4 vec., 20 alm. riqueza imp.: 14,219 rs. contr.: el 14'48 por 100 de esta riqueza.
(Madoz, 1849, p. 588)

En la actualidad, pertenece al municipio de Artesa de Segre. En 2023, la entidad singular de población de La Vall d'Ariet tenía empadronados 0 habitantes.